# Кужугет, Калин-оол Сереевич
Калин-оол Сереевич Кужугет (26 ноября 1936, Кара-Холь, Барун-Хемчикский хошун — 18 августа 2022, Кызыл) — первый учёный-геолог Тувы, кандидат геолого-минералогических наук, ведущий научный сотрудник Тувинского института комплексного освоения природных ресурсов Сибирского отделения Российской академии наук, заслуженный деятель науки Республики Тыва. Родной дядя Сергея Шойгу.

## Биография
Родился 26 ноября 1936 года в селе Кара-Холь. В отличие от своего старшего брата Кужугета Шойгу был записан верно и носил имя Калин-оол и фамилию Кужугет. Окончив Чаданскую среднюю школу с серебряной медалью, поступил в Московский геологоразведочный институт им. С. Орджоникидзе, где учился по специальности «горный инженер-геолог». В 1964-67 годах учился в очной аспирантуре Ленинградского горного института и успешно защитил диссертацию по теме «Условия образования и закономерности размещения месторождений хризотил-асбеста на территории Тувинской АССР».
Скончался 18 августа 2022 года.
Дочь — Айлана.

## Деятельность
Профессиональная деятельность началась в 1961 году, после окончания института, в должности геолога Тувинской горной экспедиции. Он занимался поисками полезных ископаемых, составлением геологических карт. Основным профилем его специализации являлись: радиоактивные элементы, асбест, хромиты, редкие металлы, золото. В 1962—1964 годах работал старшим геологом Тувинского горнорудного комбината. Участвовал в работах по расширению и прогнозированию минерально-сырьевого потенциала республики. Занимался обоснованием создания первых горнорудных комбинатов и последующей координацией геологических служб Ак-Довуракского асбестового, Хову-Аксынского кобальтового, Терлиг-Хаинского ртутнорудного и других горных предприятий Тувы.
С 1967 года работал в Тематической партии Тувинской геологоразведочной экспедиции по теме «Составление прогнозно-металлогенических карт по листам 1:200 000 на территории Тувы». В 1968 г. начал работать директором Кызылского политехнического техникума. Здесь он впервые в республике организовал подготовку специалистов по дефицитным специальностям: горное дело, геология, электротехника, планирование народного хозяйства. Принимал активное участие в работе по обоснованию создания первых ячеек академической науки в Туве. С 1975 года К. С. Кужугет работал старшим научным сотрудником Тувинской экономической лаборатории Института экономики и организации промышленного производства СО РАН — первого в Туве академического учреждения.
В 1977 году С. К. Кужугет был назначен министром природных ресурсов Республики Тыва Министерства природных ресурсов России. В 1979 году была организована ещё одна лаборатория Института геологии и геофизики СО РАН, в которой С. К. Кужугет трудился заведующим, позже заместителем директора по научной работе.
С 2002 года он работает ведущим научным сотрудником Тувинского института комплексного освоения природных ресурсов, является участником проекта «Коромантийные рудно-магматические системы благородно-редкометальной специализации в металлогении Тувино-Монгольского сегмента Центрально-Азиатского складчатого пояса». В 2002 году по его инициативе была организована сейсмогеологическая лаборатория в Туве от КНИИГМС (г. Красноярск).
С его участием в 2009 году был разработан и позже реализован проект создания «Центра мониторинга эндогенных источников чрезвычайных ситуаций на территории Республики Тыва», с которым он руководит в настоящее время. Проводит работу по металлогении офиолитов Тувы. В составе группы авторов выпустил книгу «Платиноносность ультрамафитов Монголии и Тувы» (2005), является одним из составителей Минерагенической карты Тувы масштаба 1: 500 000, которая оформлена и опечатана в Ленинграде Всесоюзным геологическим институтом. Автор более 72 научных публикаций.

## Награды и звания
- Почётная грамота Президиума Верховного Совета Тувинской АССР
- медаль «За доблестный труд к 100-летию В. И. Ленина» (1999)
- медаль Республики Тыва «За доблестный труд» (1996)
- Заслуженный ветеран СО РАН
- Заслуженный деятель науки Республики Тыва (1999)
- Почётная грамота Российской Академии Наук (1999)
- Орден Республики Тыва (2011)[5]